# The Incredible Crash Dummies
The Incredible Crash Dummies var en leksaksserie utgiven av Tyco Toys från början av 1990-talet och fram till 1993. Initiativet togs i slutet av 1980-talet, då krockdockor användes i en kampanj för ökat användande av säkerhetsbälte. Mattel startar en ny serie från 2004.